# クラブ・ヒル
クラブ・ヒル（英語: Crab Hill）は、バルバドスのセント・ルーシー教区の集落。島の北部に位置する。人口は687人（2013年推計）で、同教区では最も多い。
雨季には大量のカニが出現し、人々がカニを捕獲してペットとして飼っていたことから、クラブ・ヒルと名付けられた。
街には、セント・ルーシー警察署、マウント・ゲイ・ノース・スターズ・クリケット場がある。
発砲事件や強盗、麻薬に係わる事件が多発することから、外務省は日中でも立ち入らないよう注意を呼びかけている。